# Oko (satélite)
Oko, em russo Око que significa "Olho", também conhecido como: em russo система предупреждения о ракетном нападении (СПРН) que significa "Satélite de Alerta para Ataques de Mísseis" (SAAM), é a designação de uma série de satélites de "alerta antecipado" para uso militar, lançados pela antiga União Soviética, hoje Rússia. Eles fazem parte do sistema de alerta antecipado, identificando lançamentos de mísseis balísticos, e complementam
o serviço de outros componentes, como os sistemas de radar: Voronezh, Daryal e Dnestr, podendo ser usados para acionar o sistema anti mísseis A-135, que defende Moscou.